# Argimir de Cordoue
Argimir de Cordoue (en latin Argimirus,  en espagnol Argimiro) est un fonctionnaire chrétien devenu moine, mort martyr à Cordoue en 856. Il est reconnu comme saint et martyr dans l'Église catholique, fêté le 28 juin,.

## Biographie
Argimir naît à Cabra (anciennement Egabro), dans l’actuelle province de Cordoue, au sein du califat omeyyade d'al-Andalus. Issu d’une famille chrétienne mozarabe, il entre au service de l'administration musulmane et occupe le poste de censeur (fonctionnaire fiscal ou judiciaire de haut rang), ce qui témoigne de son instruction et de sa réputation.
Après plusieurs années de carrière, il décide de se retirer du monde pour se consacrer à la vie religieuse. Il devient moine dans un monastère chrétien local, renonçant à ses fonctions publiques.
Dans un contexte de persécutions contre les chrétiens en al-Andalus sous le règne de l’émir Mohammed Ier (fils d'Abd ar-Rahman II), Argimir est convoqué devant un tribunal. Les autorités musulmanes lui reprochent son refus d’apostasier et de se convertir à l’islam. Malgré son âge avancé, il reste ferme dans sa foi. Il est torturé puis exécuté par décapitation le 28 juin 856 à Cordoue.
Son corps, exposé publiquement, est ensuite recueilli par des chrétiens et inhumé dans l’église de Saint-Aciscle de Cordoue.

## Culte
Argimir est l’un des Martyrs de Cordoue, groupe de chrétiens exécutés pour leur foi entre 850 et 859, et dont les vies ont été racontées notamment par Eulogius de Cordoue, témoin direct de ces événements.
Il est inscrit au Martyrologe romain, et sa mémoire liturgique est célébrée le 28 juin.